# 5027 Androgeos
5027 Androgeos è un asteroide troiano di Giove del campo greco del diametro medio di circa 57,86 km. Scoperto nel 1988, presenta un'orbita caratterizzata da un semiasse maggiore pari a 5,3062652 UA e da un'eccentricità di 0,0644199, inclinata di 31,44678° rispetto all'eclittica.
L'asteroide è dedicato ad Androgeo, personaggio della mitologia greca, figlio di Minosse e di Pasifae.